# لینی لی
لینی لی (انگلیسی: Leanne Li؛ زادهٔ ۲۵ نوامبر ۱۹۸۴) بازیگر، مدل و مجری تلویزیون اهل کانادا است.
از فیلم‌ها یا مجموعه‌های تلویزیونی که وی در آن‌ها نقش داشته است، می‌توان به «با تو یا بی تو» (۲۰۱۵) اشاره نمود.